# Noche de Carnaval
Noche de carnaval es un programa español que se emite cada febrero, los miércoles y jueves, a las 22:00 h.
Es presentado por Salvador Jaramillo, con las colaboraciones de Manolo Creo y Juanjo Alarcón. Hablan sobre las novedades del carnaval, visitan los locales de ensayo de chirigotas y comparsas, muestran videos de concursos carnavalescos de otros años, tanto de Ceuta como de Cádiz, también muestran cabalgatas de años anteriores.Este programa se emite las cuatro semanas antes del concurso de agrupaciones carnavalescas de Ceuta, que también se emite 'dentro' de Noche de carnaval. 
El concurso se retrasmite en directo desde el teatro del IES Siete Colinas, donde se encuentran como comentaristas el propio presentador de Noche de carnaval, Salvador Jaramillo y el colaborador Manolo Creo, y como reporteros en los vestuarios Juanjo Alarcón y Ana Navas.
El concurso del año 2008 fue muy distinto al de años anteriores, porque fue presentado por Salvador Jaramillo y Andrés Peña, donde hacían conexiones con vestuario y mostraban videos especiales que se veían por dos televisores de plasma, situado a ambos lados del escenario del teatro. También 'dentro' de Noche de carnaval se emite la gran cabalgata de carnaval, con comentarios de Salvador Jaramillo y Manolo Creo y a pie de calle Juanjo Alarcón y Ana Navas.
- Datos: Q6044165